# Camelot (película)
Camelot es una película dirigida en 1967 por el director especializado en musicales Joshua Logan, que adapta una obra musical con el mismo título. La película obtuvo tres Óscars en 1967: dirección artística, vestuario y música adaptada. También fue nominado al Óscar al mejor sonido y mejor fotografía.

## Argumento
Un maduro Arturo rememora los acontecimientos que permitieron el surgimiento y declive de los Caballeros de la Mesa Redonda en un idílico Camelot. Una reflexión sobre el derecho frente a la barbarie con el telón de fondo de uno de los triángulos amorosos más apasionantes de la historia del cine. Arturo ama a Ginebra, que es amada por Lancelot, que a su vez ama a Arturo que a su vez es amado por Ginebra, que también ama profundamente a Lancelot, que es amado también por Arturo.